# Regiunea Sahel
Hauts-Bassins este o diviziune de gradul I, localizată în statul Burkina Faso. Regiunea, înființată la data de 2 iulie 2001, cuprinde un număr de 4 provincii: Oudalan, Séno, Soum și Yagha. Reședința regiunii este orașul Dori. 

| Provincia | Reședința  | Populația (2006) |
| --------- | ---------- | ---------------- |
| Oudalan   | Gorm-Gorom | 197.240          |
| Séno      | Dori       | 264.815          |
| Soum      | Djibo      | 348.341          |
| Yagha     | Sebba      | 159.485          |